# 3176 Paolicchi
3176 Paolicchi (1980 VR1) là một tiểu hành tinh vành đai chính được phát hiện ngày 13 tháng 11 năm 1980 bởi Z. Knezevic ở Piszkesteto.